# Audio (canción)
«Audio» es una canción del grupo de música pop LSD. La canción fue lanzada el 10 de mayo de 2018, y marca el segundo lanzamiento del grupo, después de «Genius».

## Video musical
El video musical de la canción fue dirigido por Ernest Desumbila. Comienza con Diplo comprando un BMW Serie 8 usado y encontrando una cinta LSD nueva en la guantera. Cuando toca reproducir en «Audio», el clip salta a una niña que camina a casa desde la escuela, que se encuentra con un globo animado de Sia flotando en el aire. La niña lleva el globo con ella a un estacionamiento extenso, donde estalla una rutina de baile una vez que cae el coro de «Audio». Más animaciones psicodélicas llenan el escenario mientras Diplo acelera a través del reseco lecho del río Los Ángeles y Labrinth deambula por la ciudad que de otro modo estaría vacía.

## Listado de pistas
- Descarga digital[7]

1. "Audio" (CID Remix) - 2:41

## Personal
Créditos adaptados de Tidal.
- Diplo - producción, programación
- Labrinth - producción, ingeniería, programación
- King Henry - producción, programación
- Jr Blender - programación, coproducción
- Gustave Rudman - producción
- Manny Marroquin - ingeniería de mezclas
- Chris Galland - ingeniería de mezcla
- Randy Merrill - ingeniería maestra
- Bart Schoudel - ingeniería
- Robin Florent - asistencia de ingeniería
- Scott Desmarais - asistencia de ingeniería

## Posicionamiento en listas
| Lista (2018)                                | Mejor posición |    |
| ------------------------------------------- | -------------- | -- |
| Australia (ARIA)                            | 91             |    |
| Australia Hitseekers (ARIA)                 | 1              |    |
| Bélgica (Valonia) (Ultratip Bubbling Under) | 23             |    |
| Croacia Airplay (HRT)                       | 79             |    |
| República Checa (Rádio Top 100)             | 58             |    |
| República Checa (Singles Digitál Top 100)   | 47             | 47 |
| Francia (SNEP)                              | 35             |    |
| Hungría (Stream Top 40)                     | 30             |    |
| Irlanda (IRMA)                              | 98             |    |
| Países Bajos (Mega Single Top 100)          | 71             |    |
| Nueva Zelanda Heatseekers (RMNZ)            | 4              |    |
| Noruega (VG-lista)                          | 22             |    |
| Portugal (AFP)                              | 94             |    |
| Eslovaquia (Singles Digitál Top 100)        | 57             |    |
| Suecia (Sverigetopplistan)                  | 69             |    |
| Suiza (Schweizer Hitparade)                 | 75             |    |
| Estados Unidos (Dance/Mix Show Airplay)     | 27             |    |

| Lista (2018)   | Posición |
| -------------- | -------- |
| Francia (SNEP) | 121      |
| Lista (2019)   | Position |
| Portugal (AFP) | 971      |

## Historial de lanzamientos
| Región         | Fecha               | Formato                      | Etiqueta | Ref.   |
| -------------- | ------------------- | ---------------------------- | -------- | ------ |
| Varios         | 10 de mayo de 2018  | Descarga digital             | Columbia | [ 28 ] |
| Italia         | 15 de junio de 2018 | Radio de éxito contemporáneo | Sony     | [ 29 ] |
| Estados Unidos | 26 de junio de 2018 | Radio de éxito contemporáneo | Columbia | [ 30 ] |